# اندیس بهاباد
بهاباد یک اندیس فلزی است که در حوالی شهر بهاباد استان یزد قرار دارد و مادهٔ معدنی موجود در آن، مس است.سنگ میزبان این اندیس دولومیت است و دیرینگی آن به دوران تریاس می‌رسد. 